# Кубок виклику УЄФА–КОНМЕБОЛ 2023
Кубок виклику УЄФА–КОНМЕБОЛ 2023 (ісп. UEFA–CONMEBOL Desafío de Clubes 2023) — перший розіграш футбольного матчу Кубка виклику УЄФА-КОНМЕБОЛ, організованого УЄФА та КОНМЕБОЛ між переможцями другого рівня змагань Ліги Європи УЄФА та Південноамериканського кубка КОНМЕБОЛ.
Кубок виклику УЄФА–КОНМЕБОЛ було офіційно організовано 7 липня 2023 року в рамках співпраці УЄФА та КОНМЕБОЛ.
Матч відбувся 19 липня 2023 року на стадіоні «Рамон Санчес Пісхуан» у Севільї, Іспанія, між іспанською командою «Севілья», переможцем Ліги Європи УЄФА 2022—2023 та еквадорською командою «Індепендьєнте дель Валье», переможцем Південноамериканського кубка 2022. Перший розіграш Кубка виклику було названо «Antonio Puerta XII» — на честь колишнього гравця «Севільї», який помер у 2007 році у віці 22 років через зупинку серця.

## Команди
| команда                  | Кваліфікація                                          |
| ------------------------ | ----------------------------------------------------- |
| Севілья                  | Переможець Ліги Європи УЄФА 2022—2023                 |
| Індепендьєнте дель Валле | Переможець Південноамериканського кубка КОНМЕБОЛ 2022 |

## Матч

### Деталі
| 19 липня 2023 23:00 CEST |

| Севілья                             | 1–1      | Індепендьєнте дель Валле    |
| ----------------------------------- | -------- | --------------------------- |
| - Ортіс 90+1'                       | Протокол | - Діас 10'                  |
|                                     | Пенальті |                             |
| - Жордан - Ромеро - Ідріссі - Гомес | 4–1      | - Фаравеллі - Ойос - Морено |

| Рамон Санчес Пісхуан, Севілья Арбітр: Раде Обренович |

| «Севілья» | «Індепендьєнте» |

| GK                   | 1  | Марко Дмитрович  |  |     |
| RB                   | 35 | Хуанлу Санчес    |  |     |
| CB                   | 14 | Тангі Ньянзу     |  |     |
| CB                   | 37 | Кіке Салас       |  |     |
| LB                   | 3  | Адрія Педроса    |  | 65' |
| CM                   | 8  | Жоан Жордан (к)  |  |     |
| CM                   | 38 | Ману Буено       |  | 77' |
| RW                   | 7  | Сусо             |  | 60' |
| AM                   | 24 | Алехандро Гомес  |  |     |
| LW                   | 21 | Олівер Торрес    |  |     |
| CF                   | 41 | Ісаак Ромеро     |  | 77' |
| Заміни:              |    |                  |  |     |
| GK                   | 31 | Альберто Флорес  |  |     |
| GK                   | 33 | Матіас Арболь    |  |     |
| DF                   | 2  | Гонсало Монтьєль |  |     |
| DF                   | 18 | Федеріко Гаттоні |  | 65' |
| MF                   | 32 | Педро Ортіс      |  | 77' |
| FW                   | 36 | Іван Ромеро      |  | 77' |
| FW                   | 28 | Уссама Ідріссі   |  | 60' |
| Тренери:             |    |                  |  |     |
| Хосе Луїс Менділібар |    |                  |  |     |

| GK              | 1  | Веллінгтон Рамірес     | 90' |     |
| CB              | 14 | Матео Карабахаль       |     |     |
| CB              | 80 | Хуліо Ортіс            |     |     |
| CB              | 2  | Агустін Гарсія Бассо   |     |     |
| RWB             | 13 | Матіас Фернандес       |     |     |
| LWB             | 9  | Кевін Родрігес         |     | 72' |
| CM              | 16 | Крістіан Пельєрано (к) |     | 83' |
| CM              | 8  | Лоренсо Фаравеллі      |     |     |
| RW              | 7  | Хорді Альсівар         |     | 72' |
| CF              | 19 | Лаутаро Діас           |     | 46' |
| LW              | 10 | Хуніор Сорноса         | 44' | 60' |
| Заміни:         |    |                        |     |     |
| GK              | 12 | Алексіс Вілья          |     |     |
| DF              | 4  | Антоні Ландасурі       |     | 72' |
| DF              | 6  | Карлос Санчес          |     |     |
| DF              | 15 | Бедер Кайседо          |     | 83' |
| DF              | 17 | Густаво Кортес         |     | 46' |
| DF              | 20 | Крістіан Гарсія        |     |     |
| MF              | 31 | Данні Кабесас          |     |     |
| MF              | 23 | Патріксон Дельгадо     |     |     |
| MF              | 58 | Браян Гарсія           |     |     |
| FW              | 11 | Майкл Ойос             |     | 60' |
| FW              | 18 | Марсело Морено         |     | 72' |
| Тренер:         |    |                        |     |     |
| Мартін Ансельмі |    |                        |     |     |

| Асистенти арбітра: Томаж Кланчник (Словенія) Александар Касапович (Словенія) Четвертий арбітр: Сімоне Соцца (Італія) | Регламент матчу - 90 хвилин - Післяматчеві пенальті, якщо рахунок залишається рівним. - Необмежена кількість замін |